# Rankineov ciklus
Rankineov ciklus (ili Clausisus-Rankineov proces) je termodinamički kružni proces koji ulaznu toplinu pretvara u mehanički rad. Proces se odvija između dvaju toplinskih spremnika, a radni medij, koji je uglavnom voda (vodena para), vraća se u svoje početno stanje nakon niza termodinamičkih procesa s čime je jedan ciklus završen. Ovaj proces je od izuzetne važnosti jer se njime proizvodi oko 85% električne energije na cijelom svijetu. Naziv je dobio po Škotskom inženjeru i fizičaru Williamu Johnu Macquornu Rankineu i R.J.E.Clausiusu.
Radno je sredstvo vodena para, nastala izobarnim isparavanjem u generator pare, koja izentropno ekpandira u turbine otvarujući mehanički rad, zatim izobarno kondenzira u kondenzatoru, te se izentropskom kompresijom vraća u generator pare.
U grafičkom je prikazu omeđen dvjema izentropama i dvjema izobarama.
Ako je proveden u zasićenom području, process je identičan Carnotovu kružnom procesu.

## Opis
Rankineov ciklus radi po modelu toplinskih strojeva. Koristi se za dobivanje mehaničkog rada koji se najčešće pretvara u električnu energiju, pa je tako ovaj ciklus osnovni model rada termoelektrana i nuklearnih elektrana.
Za Rankineov ciklus se može reći da je to Carnotov ciklus u praksi jer su principi rada isti. Osnovne razlika je to što se procesi dovođenja i odvođenja topline u Rankineovom ciklusu odvijaju izobarno, dok se teoretskom Carnotovom ciklusu ti procesi odvijaju izotermno. Pumpa se kod Rankineovog ciklusa koristi za podizanje tlaka kapljevini, a kod Carnotovog ciklusa se komprimira plin. To je ujedno i jedna od glavnih prednosti za provođenje termodinamičkog kružnog procesa u praksi, jer podizanje tlaka kapljevini zahtjeva vrlo malo energije u odnosu na komprimiranje plina. Nakon kondenzacije vodene pare, pumpa koja podiže tlak kapljevitoj vodi troši približno 1% do 3% snage turbine i tako omogućava veći stupanj djelovanja, odnosno efikasnost stvarnog ciklusa.
Stupanj djelovanja Rankineovog procesa ovisi o temperaturama dovođenja i odvođenja topline, a ograničen je maksimalnim temperaturam koje materijali mogu podnijeti i kritičnom točkom radnog medija. Najveću prepreku predstavlja temperatura odvođenja topline, tj. temperatura rashladnog spremnika koja je određena temperaturom okoliša. Stupanj djelovanja Rankineovog ciklusa je oko 40%, dok je teoretski stupanj djelovanja Carnotovog ciklusa oko 60%. Ulazne temperature u parnu turbinu iznose oko 565°C i to je maksimum, dok ulazne temperature za plinske turbine iznose oko 1500 °C, ali unatoč tome imaju približno jednake stupnjeve djelovanja.
Radni medij, odnosno voda, prolazi tijekom ciklusa kroz niz promjena te se ponovno koristi u procesu. Vodena para koja se često može vidjeti kako se izdiže iz termoenergetskih postrojenja nije iz Rankineovog ciklusa, već je to rashladni medij koji isparava nakon što je primio otpadnu toplinu iz procesa.

## Procesi u Rankineovom ciklusu
Komponente osnovnog Rankineovog ciklusa kao osnovnog modela parne elektrane su: Parni kotao, turbina, kondenzator i pumpa.
Postoje četiri osnovna procesa u Rankineovom ciklusu, koji su označeni na dijagramu desno.
- 1-2: Voda se izentropski tlači na visoki tlak koji odgovara tlaku koji vlada u parnom kotlu.
- 2-3: U parnom kotlu se pri konstantnom tlaku voda zagrijava vrućim dimnim plinovima, nastalim od određenog goriva, od stanja pothlađene kapljevine do stanja suhozasićene pare.
- 3-4: Suhozasićena vodena para nakon izlaska iz kotla ulazi u turbinu gdje izentropski ekspandira pri čemu proizvodi mehanički rad.
- 4-1: Nakon izlaska iz turbine, nastala zasićena (mokra) para ulazi u kondenzator gdje se pri konstantnom tlaku hladi i kondenzira do stanja vrele kapljevine nakon čega je spremna za ulazak u pumpu i time je ciklus završen.

U svakom realnom Rankineovom ciklusu promjene stanja 1-2 i 3-4 nisu izentropske, već generiraju određeni iznos entropije, što uzrokuje smanjenje izlaznog rada turbine i povećanje uloženog rada za pumpu. To dovodi do smanjenja stupnja djelovanja cijelog procesa.

## Varijable
| {\displaystyle \Phi _{dov},\Phi _{odv}\,}       | Toplinski tokovi koji predstavljaju topline dovođenja i odvođenja (energija u jedinici vremena)         |
| {\displaystyle q_{m}\,}                         | Maseni protok (masa u jedinici vremena)                                                                 |
| {\displaystyle P_{turbine},P_{pumpe}\,}         | Mehanička snaga dobivena ili potrošena za pogon sustava (energija u jedinici vremena)                   |
| {\displaystyle \eta _{R}\,}                     | Termodinamički stupanj djelovanja (neto dobiveni rad po neto ulaznom toplinom, bezdimenzijska veličina) |
| {\displaystyle \eta _{pumpe},\eta _{turbine}\,} | Stupanj djelovanja turbine i pumpe                                                                      |
| {\displaystyle h_{1},h_{2},h_{3},h_{4}\,}       | Specifične entalpije istaknutih točaka procesa                                                          |
| {\displaystyle h_{4s}\,}                        | Specifična entalpija na izlazu iz turbine kada bi ekspanzija bila idealna (izentropska)                 |
| {\displaystyle p_{1},p_{2}\,}                   | Tlakovi prije i nakon pumpe                                                                             |

## Jednadžbe
Prve četiri jednadžbe dobivene su iz jednostavnih bilanci mase i energije za pojedine kontrolne volumene. Peta jednadžba predstavlja termodinamički stupanj djelovanja, odnosno efikasnost kao omjer neto dobivene snage i ulazne topline. Budući da pumpa troši vrlo malo rada dobivenog turbinom, jednadžba se može pojednostaviti.
| {\displaystyle {\frac {\Phi _{\mathit {dov}}}{q_{m}}}=h_{3}-h_{2}}                                                                                                 | {\displaystyle {\frac {P_{\mathit {pumpe}}}{q_{m}}}=h_{2}-h_{1}\approx {\frac {v_{1}{\Delta }p}{\eta _{pumpe}}}\approx {\frac {v_{1}(p_{2}-p_{1})}{\eta _{pumpe}}}} |
| {\displaystyle {\frac {\Phi _{\mathit {odv}}}{q_{m}}}=h_{4}-h_{1}}                                                                                                 | {\displaystyle {\frac {P_{\mathit {turbine}}}{q_{m}}}=h_{3}-h_{4}=(h_{3}-h_{4s})\times {\eta _{turbine}}}                                                           |
| {\displaystyle \eta _{R}={\frac {P_{\mathit {turbine}}-P_{\mathit {pumpe}}}{\Phi _{\mathit {dov}}}}\approx {\frac {P_{\mathit {turbine}}}{\Phi _{\mathit {dov}}}}} | |

## Realni Rankineov ciklus
U stvarnosti se pojavljuje nekoliko problema zbog kojih stupanj djelovanja procesa ne može biti maksimalan za dane temperature toplinskih spremnika. Adijabatsko tlačenje u pumpi i adijabatska ekspanzija u turbini nisu izentropske, već se javljaju neravnoteže promjene stanja koje generiraju prirast entropije pa je snaga potrebna za pogon pumpe veća, a snaga dobivena ekspanzijom manja (T-s dijagram desno).
Prilikom ekspanzije, vodenoj pari temperatura pada te se uz plinovito agregatno stanje mogu pojaviti i kapljice vode, što pri velikim brzinama vrtnje uzrokuje oštećenja lopatica (erozija lopatica). Oštećenje lopatica dovodi do smanjene izlazne snage turbine. Ovaj problem se najlakše rješava pregrijavanjem suhozasićene pare nakon izlaska iz kotla (T-s dijagram desno).
Temperatura okoliša je redovito i temperatura odvođenja topline jer je to najniža temperatura u procesu. Toplina uvijek prelazi s toplijeg na hladnije tijelo u skladu s Drugim zakonom termodinamike. Stanje okoliša je određeno klimom i geografskim položajem područja na kojem se proces odvija i na njega se ne može utjecati. U stvarnosti, elektrane kojima je osnovni model rada Rankineov ciklus, ostvaruju veći stupanj djelovanja u hladnijim krajevima upravo zbog manje temperature odvođenja.

## Nadogradnje Rankineovog ciklusa
Podizanjem prosječne temperature dovođenja topline ostvaruje se veća efiksanost sustava. Najjednostavniji način je pregrijavanje pare nakon izlaska iz kotla čime se smanjuje omjer temperature odvođenja i temperature dovođenja topline.

### Rankineov ciklus s međupregijačem pare
U ovoj varijaciji Rankineovog ciklusa, dvije turbine spojene su u seriju. Pregrijana para iz kotla i pregijača ulazi u prvu turbinu. Nakon ekspanzije, para ulazi u drugi pregrijač, a zatim u drugu turbinu. Stupanj djelovanja je povećan, a jer je para u oba slučaja pregrijana, smanjena je opasnost od stvaranja kapljica te su izbjegnuta oštećenja turbine.

### Regenerativni Rankineov ciklus
U regenerativnom Rankineovom ciklusu radni fluid se nakon kondenzatora predgrijava prije ulaska u kotao. To se ostvaruje odvođenjem dijela pare između dviju turbina. Kako je prikazano na dijagramu, fluid sa stanjem 4 se miješa s fluidom sa stanjem 2, što dovodi do stanja 7. Taj proces miješanja se odvija pri istom tlaku, što znači da tlak na kraju prve turbine mora odgovarati upravo tome tlaku. Fluid s takvim stanjem mora se pomoću pumpe dovesti na veći tlak, odnosno na stanje 8. Ovakav Rankineov ciklus se često koristi u stvarnim energetskim postrojenjima.

## Organski Rankineov ciklus
Organski Rankineov ciklus za radni medij koristi neki organski fluid, kao npr. n-pentan ili toluen. To otvara mogućnost korištenja toplinskih izvora nižih temperatura. Stupanj djelovanja takvih procesa je manji upravo zbog nižih ulaznih temperatura. Za Rankineov ciklus u definiciji vrsta radne tvari nije određena što znači da su procesi i za organske fluide isti.